# Route départementale 106 (Guadeloupe)
Pour les articles homonymes, voir Route 106.
La route départementale 106, ou RD 106, est une route départementale française en Guadeloupe de 8,1 km, qui relie Les Abymes à Vieux-Bourg (Morne-à-l'Eau).

## Tracé
- Perrin (Les Abymes) relié à la RN 5 et la RD 126
- Nouveau Centre hospitalier universitaire de Pointe-à-Pitre
- Vieux-Bourg (Morne-à-l'Eau) relié à la RD 107

## Annexe